# Amy Beach
Pour les articles homonymes, voir Beach et Cheney.
Amy Beach est une compositrice et pianiste américaine, née Amy Marcy Cheney à Henniker (New Hampshire) le 5 septembre 1867, morte à New York le 27 décembre 1944.

## Biographie
De talent précoce, dotée de l'oreille absolue et synesthète, après avoir étudié adolescente le piano et la composition dans son pays natal avec Ernst Perabo (mais elle fut surtout autodidacte), Amy Cheney fait ses débuts professionnels comme pianiste en 1883. Deux ans après, en 1885, elle épouse le docteur Henry Harris Aubrey Beach et restreint alors considérablement ses activités de concertiste (se consacrant à la composition), qu'elle reprendra activement au décès de son mari en 1910, effectuant notamment une grande tournée en Europe qui s'achève en 1914, année où elle regagne les États-Unis. Elle met un terme à ses activités en 1940.
On lui doit des compositions (qu'elle signe souvent Mrs. H.H.A. Beach, en reprenant les initiales des prénoms de son mari) dans des domaines très variés : piano, musique de chambre, mélodies (songs, en anglais) pour voix et piano, œuvres chorales (pour diverses formations, dont une Grande Messe avec orchestre), un concerto pour piano, une symphonie (dite gaélique) et un opéra (Cabildo).
Amy Beach a dit : « Je n'ai jamais eu vraiment le droit de signer mes compositions à mon nom donc je me devais de les signer au nom de mon mari H.H.A.BEACH (Initiales du mari) ».

## Œuvres (sélection)
L'année indiquée est celle de publication de l'œuvre.

### Pièces pour piano
- 1889 : Valse-caprice op. 4
- 1892 : Quatre sketches op. 15
- 1894 :
  - Ballade op. 6
  - Trois morceaux caractéristiques op. 28
- 1897 : Children's Album, cinq pièces op. 36
- 1906 : Variations sur des thèmes des Balkans op. 60
- 1907 : Suite française op. 65
- 1918 : Prélude et Fugue op. 81
- 1924 :
  - Suite sur des vieilles mélodies irlandaises (pour deux pianos) op. 104
  - Nocturne op. 107
- 1926 : Valse-fantaisie tyrolienne op. 116
- 1938 : Cinq improvisations op. 148

### Mélodies
(voix et piano)
- 1890 : 3 Songs of the Sea op. 10
- 1893 : 3 Songs op. 19
- 1895 : 4 Songs op. 29
- 1896 : 3 Flower Songs op. 31
- 1897 :
  - 4 Songs op. 35
  - 3 Shakespeare Songs op. 37
- 1900 : 3 Browning Songs op. 44
- 1904 : 4 Songs op. 56
- 1933 : 2 Songs op. 137

### Musique de chambre
- 1893 : Romance pour violon et piano, op. 23
- 1898 : Trois pièces pour violon et piano op. 40
- 1899 : Sonate pour violon et piano en la mineur op. 34
- 1901 : Summer Dreams pour piano à quatre mains op. 47
- 1904 : Invocation pour violon et piano ou orgue op. 55
- 1907 : Quintette pour piano et cordes en fa dièse mineur op. 67
- 1920 : Thème et variations pour flûte et quatuor à cordes op. 80
- 1921 :
  - Pastorale pour flûte, violoncelle et piano op. 90
  - The Water Sprites, caprice pour flûte, violoncelle et piano (sans n° d'op.)
- 1929 : Quatuor à cordes en un mouvement op. 89
- 1939 : Trio avec piano op. 150
- 1942 : Pastorale pour quintette à vent op. 151

### Œuvres chorales

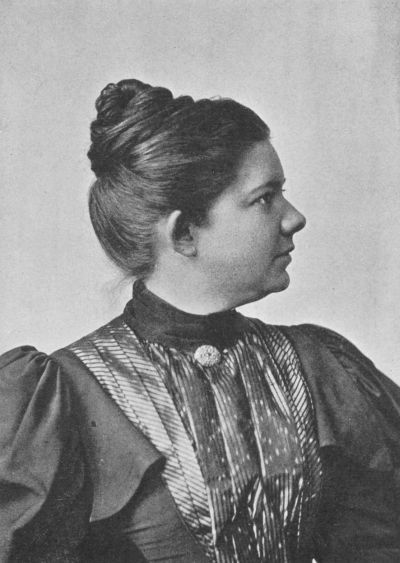
Amy Beach en 1908.

- 1890 : Grande Messe pour chœurs et orchestre, op. 5
- 1891 : The Little Brown Bee pour chœur de femmes a cappella op. 9
- 1896 : The Rose of Avon Town pour soprano, alto, chœur de femmes et orchestre op. 30
- 1901 : A Song of Liberty pour chœurs et orchestre op. 49
- 1907 :
  - The Sea-Fairies pour soprano, alto, chœur de femmes et orchestre op. 53
  - The Chambered-Nautilus pour soprano, alto, chœur de femmes et orchestre op. 66
- 1915 : Hymne de Panama pour chœurs et orchestre op. 74
- 1917 : Dusk in June pour chœur de femmes a cappella op. 82
- 1923 : Peter Pan pour chœur de femmes et piano op. 101
- 1925 : The Greenwood pour chœur d'enfants a cappella op. 110
- 1932 : Drowsy Dream Town pour soprano, chœur de femmes et piano op. 129
- 1937 : This Morning very Early pour chœur de femmes et piano op. 144

### Autres œuvres
- 1892 : Eilende Wolken pour voix d'alto et orchestre op. 18
- 1896 : Symphonie gaélique, en mi mineur op. 32
- 1900 : Concerto pour piano et orchestre, en ut dièse mineur op. 45
- 1903 : Jephthah's Daughter pour soprano et orchestre op. 53
- 1932 : Cabildo, opéra de chambre en un acte pour solistes, chœurs, récitant, violon, violoncelle et piano op. 149

## Discographie
- Concerto pour piano et orchestre en ut dièse mineur, op. 45 – Mary Louise Boehm-Kooper, piano ; Orchestre symphonique de Westphalie, dir. Siegfried Landau (mai 1976 « L'âge d'or du concerto romantique » vol. 6 Vox/Turnabout / Brilliant Classics) (OCLC 856907223 et 964015839)
- Concerto pour piano et orchestre en ut dièse mineur, op. 45 ; Symphonie en mi mineur, op. 32 « Gaélique » – Alan Feinberg, piano ; Orchestre symphonique de Nashville, dir. Kenneth Schermerhorn (13-15 avril 2003, Naxos 8.559139) (OCLC 1027346469)
- Concerto pour piano et orchestre en ut dièse mineur, op. 45 – Danny Driver, piano ; BBC Scottish Symphony Orchestra, dir. Rebecca Miller (27-28 août 2015, Hyperion CDA68130) (OCLC 992494990) — avec Dorothy Howell, Concerto pour piano en ré mineur et Cécile Chaminade, Morceau de concert en ut dièse mineur, op. 40. Ce disque paraît en hommage lors de la Journée de la femme du 8 mars 2017 et en tant que 70e volume de la collection « Le Concerto romantique pour piano ».
- Œuvres pour piano à quatre mains et 2 pianos – Duo Genova & Dimitrov (4-7 janvier 2021, CPO 555 453-2)
- Amy Beach une prodige empêchée - Œuvres pour piano d'Amy Beach (op.4, op.6, op.15 n°3 et 4, op.60, op.116, op.102, op.106, op.107, op.108 et op.148) - Jennifer Fichet (piano), Label Hortus, 2024.